# بلایالف
بلایالف (به آلمانی: Bleialf) یک شهر در آلمان است که در بیتبورگ-پروم واقع شده‌است.